# Robinson Crusoe (1997)
Robinson Crusoe (Daniel Defoe’s Robinson Crusoe) ist ein US-amerikanischer Abenteuerfilm aus dem Jahr 1997 von Rod Hardy und George Miller. Die Titelrolle spielt Pierce Brosnan. Die Verfilmung lehnt sich frei an Daniel Defoes gleichnamigen klassischen Roman an.

## Handlung
Schottland Anno 1703: Die Freunde Robinson und Patrick lieben dieselbe Frau, Mary McGregor. Zwischen den Männern kommt es zum Duell, bei dem Robinson Patrick in Notwehr tötet. Mary bedrängt den Überlebenden, für ein Jahr aus Schottland zu verschwinden, um so der Rache von Patricks Familie zu entgehen. So bricht Robinson zu einer Weltumsegelung mit einem Handelsschiff auf, doch das Schiff gerät in Seenot und läuft auf das Riff einer unbekannten Insel, wo es zerstört strandet. Robinson ist der einzige, der sich hat retten können. Notgedrungen richtet er sich auf der Insel ein, baut sich ein Baumhaus mithilfe des Werkzeugs, das er, ebenso wie Vorräte und Waffen, noch von dem zerstörten Schiff retten konnte, und lebt von dem, was die Natur hergibt. Auch Skipper, den Corgi des Kapitäns, hat er aus einem Versorgungsraum befreien können, sodass er zumindest ein Lebewesen um sich hat.
Als eines Tages die Mitglieder eines Naturstamms auf der Insel auftauchen, um drei der ihren auf grausame Art zu opfern, rettet Crusoe den dritten Mann durch einen abgefeuerten Gewehrschuss, wodurch der Eingeborene fliehen kann, und gibt ihm später den Namen Freitag. Obwohl es erst nicht so aussieht, gewöhnen sich die sehr unterschiedlichen Männer aneinander und finden trotz der Sprachbarriere Möglichkeiten, sich zu verständigen. Peu à peu bringt Robinson Freitag auch die englische Sprache näher. So werden beide langsam trotz aller kulturellen und religiösen Unterschiede zu Freunden. Nachdem die Eingeborenen immer wieder auf der Insel auftauchen, versuchen Robinson und Freitag sie mittels einer Ladung Schießpulvers endgültig zu vertreiben, was zu Skippers Tod führt, der der brennenden Zündschnur hinterhergejagt ist.
Als die Eingeborenen abermals zurückkehren, da sie die einsame Insel vor allem dann aufsuchen, wenn sie den Göttern Menschenopfer darbringen wollen, wird Robinson von einem ihrer Pfeile getroffen und erkrankt schwer. Da Freitag dem verletzten Freund allein nicht helfen kann, entscheidet er sich, ihn auf seine Heimatinsel zu bringen, obwohl er selbst dort als Geächteter gilt. Robinson wird tatsächlich wieder gesund. Da scheint es wie blanker Hohn, dass man die Freunde vor die Entscheidung stellt, entweder gemeinsam zu sterben oder einen Zweikampf zu führen, aus dem nur einer lebend herauskommt. Gerade als Robinson sich opfern will, ohne dass Freitag dieses Opfer annehmen kann und will, fällt ein von einem Weißen abgefeuerter Schuss, der Freitag tödlich trifft. Robinson hält den Freund in seinen Armen und schreit sich seinen Schmerz aus der Seele, während die Eingeborenen in alle Richtungen fliehen.
Für Crusoe geht es nun mit dem Schiff des Mannes, der einer Pfadfindergruppe vorsteht und so überraschend aufgetaucht ist, zurück in seine Heimat und vor allem zu Mary, die die Hoffnung, dass er zurückkommen werde, nie aufgegeben hat.

## Produktion

### Produktionsnotizen
Als Produktionsfirma fungierte die Sonar Entertainment/Miramax. Gedreht wurde hauptsächlich auf Papua-Neuguinea.

### Unterschiede zum Buch
Der Film hält sich nur in groben Zügen an Defoes Roman. Die Einführung mit den beiden Freunden, die dieselbe Frau lieben, wodurch es zum Kampf zwischen ihnen kommt, hat mit Defoes Buch nichts zu tun und ist dort eine völlig andere. Sobald Robinson so gut wie allein ist, führt seine Stimme durch den Film und gibt seine Gedanken wieder, was auch in der Buchvorlage so ist. Zwar erkundet Robinson die Insel und erkennt, dass es keine Verbindung mit dem Festland gibt, aber die im Buch geschilderten Schwierigkeiten mit dem Sammeln von Früchten, dem Einfangen von Ziegen und dem Aussäen und Ernten bleiben im Film gänzlich unberücksichtigt. Im Film finden sich stattdessen Flughunde, die man kochen kann, die wiederum in der Buchvorlage nicht vorkommen. Dass ein „Wilder“ auftaucht, dem Robinson den Namen Freitag gibt und Englisch beibringt, orientiert sich ebenfalls am Buch. Im Film nimmt die sich entwickelnde Freundschaft zwischen Robinson und Freitag den Hauptteil der Handlung ein, und somit einen sehr viel größeren Raum als im Buch, wo der Eingeborene erst verhältnismäßig spät auftaucht. Auch der religiöse Streit zwischen Robinson und Freitag ist im Film stärker ausgeprägt. Auch ist in der Buchvorlage von einem Krokodil-Gott, den Freitag anerkennt, nicht die Rede. Das Ende weicht ab der Szene, in der die Eingeborenen verlangen, dass Robinson und Freitag einen Kampf auf Leben und Tod führen sollen, vom Inhalt des Buches ab. So sind Robinson und Mary beispielsweise nicht um Jahrzehnte älter als zu dem Zeitpunkt, da sie sich trennen mussten.

## Rezeption

### Veröffentlichung
Der Film hatte 1997 Video-Premiere in Finnland, Schweden und Portugal. Veröffentlicht wurde er im selben Jahr in Singapur, Polen und Spanien sowie im März 1998 in Ungarn. In den USA wurde er am 13. Mai 2001 erstmals im Fernsehen gezeigt. In Japan hatte er im Dezember 2001 Video-Premiere. Das Vereinigte Königreich strahlte ihn erstmals am 28. Februar 2002 im Fernsehen aus. Veröffentlicht wurde er zudem in Bulgarien, Brasilien, Frankreich, Griechenland, Rumänien und in Russland.
In Deutschland hatte der Film am 16. Dezember 1997 Video-Premiere. Am 20. Juni 1998 gab Concorde ihn auf DVD heraus. Am 24. Januar 2013 erschien er bei Studiocanal mit einer deutschen Tonspur auf DVD.

### Kritik
Das Fernsehmagazin Prisma meinte: „Und noch eine Verfilmung von Daniel Defoes Bestseller. Diesmal ging das Regie-Duo jedoch sehr freizügig mit der Vorlage um.“
Das Lexikon des internationalen Films konnte dem Film nicht allzu viel abgewinnen und befand: „Freie Verfilmung des Klassikers von Daniel Defoe, der die Actionelemente der Geschichte in den Mittelpunkt stellt und existenzielle Fragen weitgehend vermeidet. Sprünge in der Dramaturgie und eine stellenweise holprige Szenenfolge lassen auf nachträgliche Kürzungen des nicht gerade spannenden Films schließen, die ihm den Garaus machen.“
Kino.de war der Ansicht, dass man es in dieser mit Pierce Brosnan „attraktiv besetzte[n] Neuverfilmung“ mit der „literarischen Vorlage des Klassikers von Daniel Dofoe“ nicht so genau halte, „dafür jedoch umso mehr mit dem dramatischen Überlebenskampf seines berühmten Helden und actionslastigen Kampfeinlagen gegen wilde Eingeborenenstämme“. „Dank Pierce Brosnan [werde] auch dem weiblichen Videopublikum einiges Sehenswerte geboten.“
Marie Anderson führt auf der Seite kino-zeit.de Arthouse – Film & Kino aus, der Film werbe damit eine „lebendige[n] Version der klassischen Robinsonade“ zu sein. Obwohl die australischen Regisseure Hardy und Miller den Namen des Autors Daniel Defoe im vollständigen Titel führen würden, gehe „diese Version der legendären Geschichte des Schiffbrüchigen auf der Insel sehr freizügig mit ihrer literarischen Vorlage um“. Herausgekommen sei ein „schnittiger Abenteuerfilm, der mit Pierce Brosnan in der Hauptrolle als ausführlich gestrandeter Held einen agilen, facettenreichen Robinson präsentier[e]“. Abschließend heißt es: „Daniel Defoe’s Robinson Crusoe stellt trotz seiner mitunter allzu gefälligen Geschichte eine unterhaltsame, spannende und anregende Variante des wohl bekannten Stoffes dar, die lebendig und ideenreich eine filmische Robinsonade mit all ihren signifikanten Höhen und Tiefen repräsentiert und letztlich in ein harmonisches Ende mündet, wie es sich für einen gut aufgelegten Abenteuerfilm geziemt.“

## Weitere Verfilmungen
siehe → Artikel Robinson Crusoe, Verfilmungen

## Trivia
Obwohl Robinson unverheiratet ist, besitzt er einen Ehering. Dies zeigt sich in einer Szene, als er den ersten eingeborenen Fußabdruck am Strand entdeckt.